# Kwarta (jednostka wagowa)
Kwarta – jednostka miary masy, stosowana w średniowieczu, głównie na Śląsku. Znana również w innych dzielnicach Polski.
Kwarta to 1/4 skojca (stąd nazwa) czyli 1/96 grzywny. Waga - ok. 2,04 g. Na Śląsku pod koniec XIII wieku zaczęto bić odpowiednik monetarny kwarty – kwartnik.